# Ich – ein Groupie
Ich – ein Groupie ist ein deutscher Sexploitationfilm aus dem Jahre 1970 von Erwin C. Dietrich, mit dem der damals 22-jährigen Ingrid Steeger in der Titelrolle der Durchbruch zum Sexfilmstar der 1970er Jahre gelang.

## Handlung
Die junge Engländerin Vicky geht zum Konzert einer Rockband, die in einem Londoner Park aufspielt. Gebannt verfolgt sie, auf dem Rasen sitzend, neben all den anderen jungen Leuten die Performance der Band rund um den charismatischen Sänger Stewart. Als dieser die hübsche Blondine unter den Zuschauern ausmacht, fragt er sie kurzerhand, ob sie nicht Lust hätte, anschließend noch auf eine Fete mitzukommen. Die ebenso unbedarfte wie naive Vicky ist überhaupt nicht abgeneigt, und beide landen in einer Londoner Wohnung, wo es sich die Band-Musiker und ihre Anhängerinnen, Groupies allesamt, gemütlich machen. Um in Stimmung zu kommen, konsumieren sie erst einmal Haschisch, und anschließend haben Vicky und der attraktive Sänger Sex. In ihren übersprudelnden Jungmädchengefühlen spricht Vicky anschließend gegenüber Stewart sofort von der großen Liebe, was für ihn der Abturner schlechthin ist. Er redet nun kaum mehr mit ihr und will sie mit dem Versprechen ruhigstellen, sie auf eine Tournee mitzunehmen, die die Band bis nach Berlin führen wird. Vicky wartet in Treu und Glauben am verabredeten Treffpunkt, ohne dass Stewart auftaucht.
Von einem anderen Mädchen namens Vivian erfährt sie, dass Stewart und die anderen Bandmitglieder bereits abgereist sind. Vivian rät Vicky, das alles nicht so ernst zu nehmen, die Jungs von der Band seien nun mal richtige Rock’n’Roller. Vicky aber möchte Stewart unbedingt wiedersehen. Obwohl sie nur wenig Geld zur Verfügung hat, reist sie hinter ihm her. Vivian schlägt vor, dass Vicky ihre Finanzen aufbessern könnte, indem sie in Amsterdam Haschisch kauft und es um einiges teurer in der Schweiz wieder verkauft. Indem sie den Stoff in ihrem Höschen versteckt, schafft sie ihn erfolgreich am Zöllner vorbei. Der Weiterverkauf in Zürich gelingt, und sie schließt sich einer Gruppe Jugendlicher an, die im Wald Musik spielen und Sex haben. Beim Bad in einem See wird Vicky von Hells-Angels-Rockern vergewaltigt. Ihre Suche nach Stewart führt sie allerdings fortan in den Niedergang. Vicky gerät in den Rausch von Drogen und Sexpartys, Ausbeutung und Schwarzen Messen und stirbt schließlich, als sie nackt im Drogenrausch auf den Straßen von West-Berlin von einem Auto überrollt wird.

## Produktionsnotizen
Ich – ein Groupie entstand 1969, noch vor dem eigentlichen Beginn der Sexfilmwelle in der Bundesrepublik Deutschland (Schulmädchen-Report). Produzent Erwin C. Dietrich dachte ursprünglich an die Produktion eines Bikerfilms, wie sie zu dieser Zeit seit Easy Rider erfolgreich waren. Ich – ein Groupie sollte den Beginn einer Zusammenarbeit Dietrichs mit dem in Hollywood ansässigen US-B-Film-Produzenten Roger Corman und seiner Produktionsfirma AIP markieren, doch kam es von Anbeginn zu heftigen Meinungsverschiedenheiten. Corman sollte das Drehbuch und den Regisseur stellen, Dietrich sich um den gesamten Rest kümmern. Mit Hilfe von Corman gelang es, den amerikanischen Regisseur Jack Hill zu gewinnen, der sich auch tatsächlich in die Schweiz begab.
Zwischen Regisseur Jack Hill und Produzent Dietrich gab es jedoch von Anfang an große Probleme, sodass Dietrich nach nur vier oder fünf Drehtagen Hill in die USA zurückschickte. Dietrich schrieb nun ad hoc ein neues Drehbuch und übernahm als Fred Williams zusammen mit Kameramann Peter Baumgartner auch die Regie.
Die Zürcher Hells Angels konnten als bezahlte Darsteller für die Mitwirkung gewonnen werden. Die Vergewaltigungsszene wurde am Türlersee gedreht, und an der Hauptstraße zwischen Winterthur und Schaffhausen rasten die Angels mit nackten Frauen auf dem Sozius im regulären Straßenverkehr nach Norden.
Ingrid Steeger, die damals noch am Anfang ihrer Karriere stand, erhielt die weibliche Hauptrolle auf Initiative ihres damaligen Freundes Georges Morf, der für Dietrichs Filme unter anderem die Plakate entwarf und als PR-Mann arbeitete. In einer spektakulären Filmszene überquerte sie bei den unbewilligten Dreharbeiten im Skigebiet Diavolezza vor den Augen von Anwohnern und Touristen völlig nackt einen Gletscher.
Der Film soll im Januar 1970 in den USA uraufgeführt worden sein. Die deutsche Erstaufführung fand am 26. November 1970 statt.

## Wissenswertes
Der Film ist ein typisches Zeitgeistprodukt und gibt mit seinem Lifestyle und den hier aufspielenden Bands „Murphy Blend“ und „Birth Control“ einen interessanten Einblick in das Lebensgefühl der frühen 1970er Jahre. Die Musiker dieser beiden genannten Bands – Bruno Frenzel, Bernd Koschmidder, Bernd Noske, Reinhold Sobotta, Wolfgang Rumler, Joachim Schmidt, Andreas Scholz und Wolf-Rüdiger Uhlig – spielen sich dementsprechend selbst.
Es existiert eine Langfassung (97:45 Minuten) des Films, die nur in Italien veröffentlicht wurde. 2014 erschien der Film auf DVD. Nur wenig Material davon dürfte unter der Regie von Jack Hill gedreht worden sein.
Im September 2016 wurde der Film im Rahmen der Tele-5-Reihe Die schlechtesten Filme aller Zeiten gezeigt.

## Kritik
Im Lexikon des Internationalen Films heißt es: „Oberflächlicher Versuch, mit gängigen Reizmomenten ordinärer Schnulzenreports ein Zeitbild vorzutäuschen.“
Der Evangelische Film-Beobachter bläst ins gleiche Horn: „Oberflächliches und geschmackloses Voyeur-Filmchen um ein Groupie-Girl. Da es nur die sexuelle Seite genüßlich ausschlachtet und damit genau das ‚falsche‘ Publikum erreicht, verrät es seine Intention: Kasse!“